# In Cauda Venenum
In Cauda Venenum ("Veneno en la cola" en latín) es el decimotercer álbum de estudio de la banda sueca de metal progresivo Opeth, lanzado el 27 de septiembre de 2019 por Moderbolaget y Nuclear Blast. Con casi 68 minutos, es el álbum de estudio más largo de la banda, fue lanzado en dos versiones, una en sueco y otra en inglés. La banda realizó una gira promocionando del álbum a lo largo de 2019 y en 2020.
El 12 de julio de 2019 se lanzó un videoclip doble con la canción "Hjärtat vet vad handen gör", seguida de su versión en inglés "Heart in Hand". El 16 de agosto de 2019 se lanzó un videoclip de la canción "Svekets prins", el 22 de agosto se lanzó el de su versión en inglés "Dignity".

## Recepción
El  álbum recibió una puntuación de 10 sobre 10 de Wall of Sound, quien declaró que era "el mejor álbum que la banda haya creado en su era progresiva".

## Lista de canciones

### Versión en sueco
| Swedish version |                              |          |  |
| N.º             | Título                       | Duración |  |
| 1.              | «Livets trädgård»            | 3:28     |  |
| 2.              | «Svekets prins»              | 6:36     |  |
| 3.              | «Hjärtat vet vad handen gör» | 8:29     |  |
| 4.              | «De närmast sörjande»        | 7:10     |  |
| 5.              | «Minnets yta»                | 6:34     |  |
| 6.              | «Charlatan»                  | 5:29     |  |
| 7.              | «Ingen sanning är allas»     | 7:21     |  |
| 8.              | «Banemannen»                 | 6:43     |  |
| 9.              | «Kontinuerlig drift»         | 7:23     |  |
| 10.             | «Allting tar slut»           | 8:31     |  |

### Versión en inglés
| N.º | Título                       | Duración |  |
| 1.  | «Garden of Earthly Delights» | 3:28     |  |
| 2.  | «Dignity»                    | 6:36     |  |
| 3.  | «Heart in Hand»              | 8:30     |  |
| 4.  | «Next of Kin»                | 7:10     |  |
| 5.  | «Lovelorn Crime»             | 6:34     |  |
| 6.  | «Charlatan»                  | 5:29     |  |
| 7.  | «Universal Truth»            | 7:30     |  |
| 8.  | «The Garroter»               | 6:45     |  |
| 9.  | «Continuum»                  | 7:22     |  |
| 10. | «All Things Will Pass»       | 8:33     |  |

## Formación
- Mikael Åkerfeldt - guitarra, voz principal y voz de apoyo
- Fredrik Åkesson - Guitarra, voz de apoyo, coros, silbidos y toses
- Martin Axenrot - batería y percusión
- Martín Méndez - bajo
- Joakim Svalberg - teclado y voz de apoyo

## Posicionamiento
| Ranking (2019)                      | Posición más alta |
| ----------------------------------- | ----------------- |
| Australia (ARIA)                    | 20                |
| Austria (Ö3 Austria)                | 15                |
| Bélgica (Ultratop flamenca)         | 17                |
| Bélgica (Ultratop valona)           | 13                |
| Canadá (Billboard Canadian Albums)  | 49                |
| Países Bajos (Album Top 100)        | 16                |
| Finlandia (Suomen Virallinen Lista) | 2                 |
| Alemania (Offizielle Top 100)       | 5                 |
| Hungría (MAHASZ)                    | 29                |
| Irlanda (IRMA)                      | 65                |
| Japón (Oricon)                      | 97                |
| Noruega (VG-lista)                  | 9                 |
| Polonia (ZPAV)                      | 19                |
| Escocia (Scottish Albums Chart)     | 4                 |
| Spanish Albums (PROMUSICAE)         | 26                |
| Suecia (Sverigetopplistan)          | 12                |
| Suiza (Schweizer Hitparade)         | 10                |
| Reino Unido (UK Albums Chart)       | 13                |
| Estados Unidos (Billboard 200)      | 9                 |